# Foskan
Foskan är en fjällnära å i Idre och Särna socknarar i norra Dalarna, Älvdalens kommun.
Foskans längd ca 30 km. Den rinner upp på Långfjället, väster om toppen Storvätteshågna (1204 m ö.h.), och strömmar åt sydost genom Foskdalen fram till Storån (Österdalälven), som den förenar sig med vid Foskros.